# لودويغ كاسبر
لودويغ كاسبر (بالألمانية: Ludwig Kasper)‏ هو نحات نمساوي، ولد في 2 مايو 1893 في Gurten, Upper Austria ‏ في النمسا، وتوفي في 28 أغسطس 1945 في براوناو آم إن في النمسا بسبب قصور كلوي.

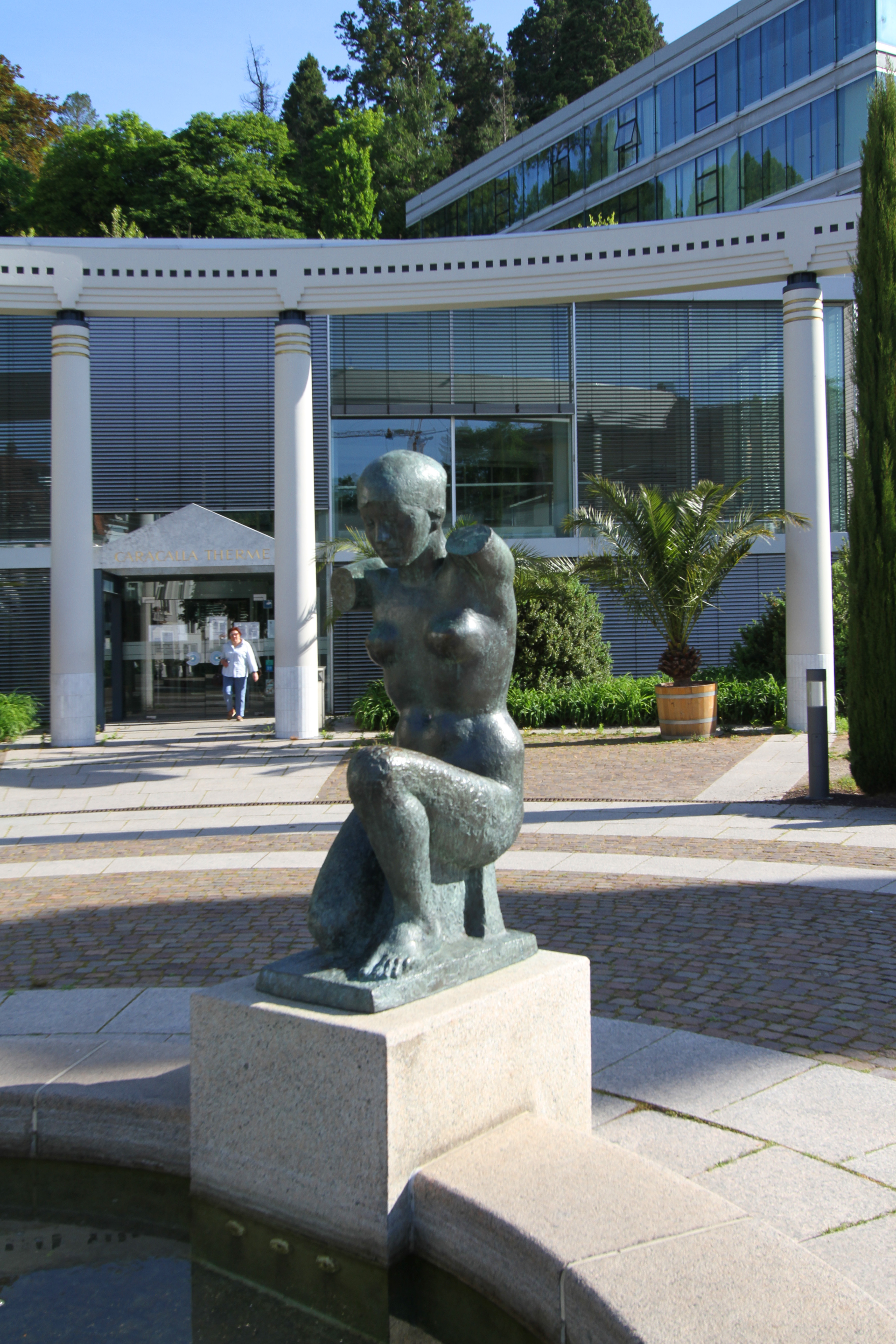
Kneeling Woman (1944) in Baden-Baden